# Anime Limited
Az Anime Limited vagy más néven All the Anime vagy @Anime glasgowi székhelyű animeforgalmazó- és zenekiadó cég, mely az Egyesült Királyságban, Franciaországban és Írországban forgalmazza a címeit. A vállalatot 2013-ban alapította az elsősorban a Scotland Loves Anime filmfesztiválról ismert Andrew Partridge. A cég régebbi és új animéket is megjelentet. Az Anime Limited 2015 óta az észak-amerikai Funimation első számú brit és ír forgalmazója.

## Animéik
- 009 Re:Cyborg
- Absolute Duo
- Akacuki no Jona
- Aldnoah.Zero
- Akagami no Sirajukihime
- Anszacu kjósicu
- Baccano!
- Barakamon
- BECK: Mongolian Chop Squad
- Blood Lad
- Boku dake ga inai macsi
- Brothers Conflict (OVA)
- Charlotte
- Claymore
- Cowboy Bebop
- Durara!!!
- Evangelion 1.11: You Are (Not) Alone
- Fairy Tail
- Fate/kaleid liner Prisma Illya
- Free
- Fukumenkei Noise
- Fullmetal Alchemist
- Full Metal Panic!
- Full Metal Panic? Fumoffu
- Full Metal Panic! The Second Raid
- Fuse: Teppó muszume no torimonocsó
- Gangsta
- Gin no szadzsi
- Giovanni no sima
- Gjakuszacu kikan
- Hal
- Hana to Alice szacudzsin dzsiken
- Harmony
- Higasi no Eden (televíziós sorozat)
- High School DxD Born
- Hirune hime: Siranai vatasi no monogatari
- Hjóka
- Hosi no koe
- Joake cugeru Lu no uta
- Jodzsóhan sinva taikei
- Joru va midzsikasi aruke jo otome
- Jurikuma arasi
- Kanasimi no Belladonna
- Kekkai szenszen
- Kenzen Robo Daimidaler
- Kill la Kill
- Kimi no na va.
- Kokoro ga szakebitagatterunda
- Kotonoha no niva
- Kumo no mukó, jakuszoku no baso
- Kurosicudzsi: Book of Circus
- Lucky Star
- Maimai sinko to szennen no mahó
- Madano no ó to Vanadis
- Mikagura Gakuen kumikjoku
- Mind Game
- Mobile Suit Gundam
- Mobile Suit Gundam: Reconguista in G
- Mobile Suit Gundam: The Origin
- Mobile Suit Zeta Gundam
- Momo e no tegami
- Monte Cristo grófja
- Neravareta Gakuen
- Nerima Daikon Brothers – A Nerimai Retkes Bratyók
- Noragami aragoto
- No-Rin
- Noein: Mó hitori no kimi e
- Óran Kókó Host Club
- Ore, Twin-Tail ni narimaszu
- Óricu ucsúgun: Oneamiszu no cubasza
- Overlord
- Perfect Blue
- Persona 3 The Movie: No. 1, Spring of Birth
- Persona 3 The Movie: No. 2, Midsummer Knight’s Dream
- Persona 3 The Movie: No. 3, Falling Down
- Ping Pong the Animation
- Prison School
- Psycho-Pass
- Psycho-Pass: The Movie
- Rakuen cuihó
- The Rolling Girls
- Szakaszama no Patema
- Samurai Flamenco
- Szaruszuberi
- Szeihú bukjó Outlaw Star
- Singeki! Kjodzsin csúgakkó
- Selector Infected WIXOSS
- Show by Rock!!
- Sigacu va kimi no uszo
- Singeki no Bahamut: Genesis
- Sisa no teikoku
- Sóva genroku rakugo sindzsú
- Space Dandy
- Stranger mukóhadan
- Sword Art Online II
- Sword Art Online The Movie: Ordinal Scale
- Szeihó bukjó Outlaw Star
- Tencsi mujó! GXP
- Tengen toppa Gurren Lagann
- Tenkú no Escaflown
- Tiger & Bunny (OVA-k)
- Tokió ESP
- Tokyo Ghoul
- Tokyo Marble Chocolate
- Wolf’s Rain
- Zankjó no Terror